# Rabbit Hole (Fernsehserie)
Rabbit Hole (stilisiert als Rabbit/Hole) ist eine US-amerikanische Dramaserie des Streamingdienstes Paramount+ aus dem Jahr 2023.

## Handlung
Der Industriespion John Weir gerät scheinbar zufällig in ein internationales Komplott. Nach und nach kommt heraus, dass bestimmte Ereignisse von Weir und seinen Komplizen genau so geplant wurden. Dennoch wird er vom Staat und einem mysteriösen Gegner gejagt.

## Besetzung und Synchronisation
| Figur                | Darsteller        | Deutscher Sprecher |
| -------------------- | ----------------- | ------------------ |
| John Weir            | Kiefer Sutherland | Tobias Meister     |
| Hailey Winton        | Meta Golding      |                    |
| Josephine ‘Jo’ Madi  | Enid Graham       | Aline Staskowiak   |
| Edward Homm          | Rob Yang          | Steven Merting     |
| Kyle, der Praktikant | Walt Klink        | Oliver Szerkus     |
| Dr. Ben Wilson       | Charles Dance     | Lutz Riedel        |
| Chloe Madi           | Eliza Campanella  | Laura Oettel       |
| Eliza Wells          | Maia Bastidas     | Lena Rettinghaus   |

## Episodenliste
| Nr. (ges.) | Nr. (St.) | Deutscher Titel        | Originaltitel             | Erstveröffentlichung USA | Deutschsprachige Erstveröffentlichung (D/A/CH) | Regie                      | Drehbuch                        |
| ---------- | --------- | ---------------------- | ------------------------- | ------------------------ | ---------------------------------------------- | -------------------------- | ------------------------------- |
| 1          | 1         | John Weir              | Pilot                     | 26. März 2023            | 27. März 2023                                  | Glenn Ficarra & John Requa | Glenn Ficarra & John Requa      |
| 2          | 2         | Jederzeit              | At Any Given Moment       | 26. März 2023            | 27. März 2023                                  | Glenn Ficarra & John Requa | Glenn Ficarra & John Requa      |
| 3          | 3         | Die große Verschwörung | The Algorithms of Control | 2. Apr. 2023             | 3. Apr. 2023                                   | Glenn Ficarra & John Requa | Glenn Ficarra & John Requa      |
| 4          | 4         | Die Stimme im Ohr      | The Person in Your Ear    | 9. Apr. 2023             | 10. Apr. 2023                                  | Jon Cassar                 | Hunt Baldwin                    |
| 5          | 5         | Tom                    | Tom                       | 16. Apr. 2023            | 17. Apr. 2023                                  | Dan Attias                 | Wendy Riss                      |
| 6          | 6         | Senatorin              | The Playbook              | 23. Apr. 2023            | 24. Apr. 2023                                  | Gwyneth Horder-Payton      | Michael Ballin & Thomas Aguilar |
| 7          | 7         | Gilgamesch             | Gilgamesh                 | 30. Apr. 2023            | 1. Mai 2023                                    | Batan Silva                | Hunt Baldwin                    |
| 8          | 8         | Das Ass im Ärmel       | Ace in the Hole           | 7. Mai 2023              | 8. Mai 2023                                    | Glenn Ficarra & John Requa | Glenn Ficarra & John Requa      |

## Kritik
„Rabbit Hole ist eine intelligent geschriebene Serie – das merkt man schon in den ersten Minuten.“ Nina Rehfeld von der FAZ bemängelt jedoch „Solange man weder Tiefgründigkeit noch Logik erwartet, kann man sich gut unterhalten fühlen, während man Sutherland in den titelgebenden Kaninchenbau folgt, immer tiefer und tiefer, mit einer Verzweigung nach der nächsten: ab in den Irrgarten.“